# سه‌گانه در المپیک تابستانی ۲۰۱۲

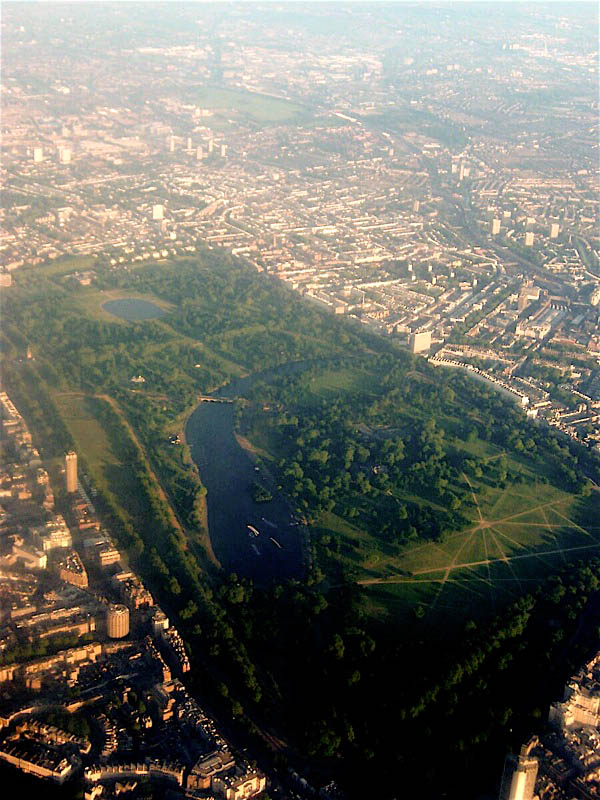
لندن، انگلستانمحل بازی های المپیک تابستانی اوت 2012

مسابقات سه گانه در بازی‌های المپیک تابستانی ۲۰۱۲ از ۴ تا ۷ اوت در لندن برگزار شد.

## خلاصه مدال‌ها
| رویداد             | طلا                                | نقره                                  | برنز                               |
| Men's individual   | Alistair Brownlee · بریتانیای کبیر | Francisco Javier Gómez Noya · اسپانیا | Jonathan Brownlee · بریتانیای کبیر |
| Women's individual | Nicola Spirig · سوئیس              | Lisa Nordén · سوئد                    | Erin Densham · استرالیا            |

## جدول توزیع مدال
| رتبه  | کشور           | طلا | نقره | برنز | مجموع |
| ۱     | بریتانیای کبیر | ۱   | ۰    | ۱    | ۲     |
| ۲     | سوئیس          | ۱   | ۰    | ۰    | ۱     |
| ۳     | اسپانیا        | ۰   | ۱    | ۰    | ۱     |
| ۳     | سوئد           | ۰   | ۱    | ۰    | ۱     |
| ۵     | استرالیا       | ۰   | ۰    | ۱    | ۱     |
| مجموع | مجموع          | ۲   | ۲    | ۲    | ۶     |